# ル・シネマ
ル・シネマ (LE CINÉMA) は、東京都渋谷区のBunkamura内にあるミニシアター。1989年9月開館。TOP&カード提示割引の加盟店。
Bunkamuraの再開発に伴い、2023年4月10日より休館中。2023年6月16日より、同じく渋谷区内の渋谷TOEI跡地（渋谷東映プラザ7階・9階）に移転し「Bunkamura ル・シネマ 渋谷宮下」として営業している。

## 特徴
開館初年度に上映された『カミーユ・クローデル』以来、女性に視点を当てた作品にこだわり、幅広い年代の女性から支持されている。また、パンフレットは通常のA4判より大きく、紙も厚く、最後にシナリオが採録されているのが特徴である。
2021年8月11日より、当館が独自に権利を取得した作品などを配信するウェブサイト「APARTMENT by Bunkamura LE CINÉMA」のサービスを開始した。

## 設備

### ル・シネマ
- ル・シネマ1：150席
- ル・シネマ2：126席

### ル・シネマ 渋谷宮下
- 7階：268席＋車椅子スペース
  - DCP (2K/4K)、Blu-ray、35ミリフィルム上映に対応[2]
- 9階：187席＋車椅子スペース
  - DCP (2K)、Blu-ray上映に対応[2]
- スタンドカフェ「ドゥ マゴ パリ」[3]

## 主な上映作品
- 1989年 遠い日の家族（オープニング作品）、カミーユ・クローデル
- 1990年 小さな泥棒
- 1991年 シラノ・ド・ベルジュラック、プロヴァンス物語二部作（マルセルの夏、マルセルのお城）、愛に関する短いフィルム、髪結いの亭主
- 1992年 美しき諍い女、インドシナ
- 1993年 タンゴ（監督：パトリス・ルコント）、愛を弾く女
- 1994年 さらば、わが愛/覇王別姫、トリコロール三部作（赤の愛・白の愛・青の愛）
- 1995年 王妃マルゴ
- 1996年 太陽と月に背いて、花の影
- 1997年 Emma エマ、ポネット
- 1998年 鳩の翼
- 1999年 タンゴ（監督：カルロス・サウラ）
- 2000年 あの子を探して、初恋のきた道
- 2001年 花様年華、耳に残るは君の歌声
- 2002年 活きる、エトワール、春の日は過ぎゆく
- 2003年 小さな中国のお針子、北京ヴァイオリン、デブラ・ウィンガーを探して
- 2004年 トスカーナの休日、バレエ・カンパニー、恍惚
- 2005年 Dear フランキー、ラヴェンダーの咲く庭で
- 2006年 リトル・ランナー、RENT、オーロラ
- 2007年 今宵、フィッツジェラルド劇場で、リトル・チルドレン
- 2008年 ラスト、コーション、ブーリン家の姉妹、ブロードウェイ♪ブロードウェイ、コーラスラインにかける夢
- 2009年 エレジー、PARIS、ダウト〜あるカトリック学校で〜、ホルテンさんのはじめての冒険、それでも恋するバルセロナ、サガン -悲しみよ こんにちは-、クララ・シューマン 愛の協奏曲、ヴィクトリア女王 世紀の愛
- 2010年 シャネル&ストラヴィンスキー、ニューヨーク、アイラブユー、ブライト・スター いちばん美しい恋の詩
- 2011年 英国王のスピーチ、ジュリエットからの手紙、運命の子
- 2012年 少年と自転車、ミッドナイト・イン・パリ、クレイジーホース・パリ 夜の宝石たち
- 2013年 マリーゴールド・ホテルで会いましょう、愛、アムール、カルテット! 人生のオペラハウス、マジック・マイク、危険なプロット
- 2014年 ビフォア・ミッドナイト、大統領の執事の涙、あなたを抱きしめる日まで、リスボンに誘われて、マダム・マロリーと魔法のスパイス、毛皮のヴィーナス
- 2015年 ディオールと私、マジック・イン・ムーンライト、イタリアは呼んでいる、あの日のように抱きしめて